# Мгалоблишвили, Сопром
Сопром Мгалоблишвили (груз. სოფრომ მგალობლიშვილი; 20 июля 1851 года, деревня Дирби, Картли — 30 ноября 1925 года) — грузинский писатель, преподаватель, один из видных деятелей народничества Грузии.

## Биография
Сопром Мгалоблишвили родился 20 июля 1851 года в селении Дирбли в Картли в семье священника. Когда мальчику исполнилось десять лет, он получил обучение в горийском духовном училище. В 1867 году Мгалоблишвили поступил в  тбилисскую духовную семинарию.В 1873 году Мгалоблишвили окончил духовную семинарию и начал преподавать в Гори.

## Творчество
Основными чертами произведений Мгалоблишвили являются документальность, натуралистические детали, преобладание диалогов. Несмотря на обработку языка,  Мгалоблишвили использовал множество  народных выражений.